# خانقاه سفلی (کلیبر)
خانقاه سفلی یکی از روستاهای استان آذربایجان شرقی است که در دهستان مولان بخش مرکزی شهرستان کلیبر واقع شده‌است. روستای خانقاه سفلی مشهور به اوجاق خانایا می‌باشد. که حدوداً در ۴۰۰ متری روستا بقعه شیخ صالح انصاری که بنای تاریخی از زمان شاه عباس صفوی به یادگار می‌ماند. علت مشهور بودن به اوجاق خانایا وجود بقعه شیخ صالح انصاری می‌باشد. شاه عباس صفوی در زمان لشکر کشی در جنگ چالدران در همین روستا اتراق کرده که شیخ صالح از شاه عباس استقبال کرده و تمام لشکریان با شاه میهمان شیخ شده‌اند. شاه عباس به چشم تمسخر به شیخ گفته این همه لشکر رو چطوری میخوای میهمانی بدی در حالی که یک خورجین کاه داری و یک دیگ شیر شیخ به شاه گفته شما کاری به این کارا نداشته باشین از یک خورجین کاه تمام چارپایان لشکر خورده و همچنین از شیر هم لشکر خورده انگار معجزه‌ای شده و می‌جوشید. بعد شاه عباس به شیخ ایمان می‌آورد. به شیخ می‌گوید در قبال این همه محبت هر چه می‌خواهی بخواه شیخ می‌گوید. شما در جنگ پیروز خواهید شد. و من تا شما برگردین می‌میرم. برایم بقعه‌ای بساز و همین بس. شاه عباس به لشکریانش دستور می‌دهد. هنگام برگشت هر کدام از لشکریانش یک عدد آجر بردارن تا بقعه شیخ صالح انصاری خانقاه سفلی را بنا کنند. که از آن ایام زیارتگاه عموم مردم می‌باشد.